# Hector, Arkansas
Hector là một thị trấn thuộc quận Pope, tiểu bang Arkansas, Hoa Kỳ. Năm 2010, dân số của thị trấn này là 450 người.

## Dân số
- Dân số năm 2000: 506 người.
- Dân số năm 2010: 450 người.